# A Passage in Time
A Passage in Time is het debuutalbum van de Amerikaanse punkband Authority Zero. Het is uitgegeven op 10 september 2002 door Lava Records. Het is later heruitgegeven door Atlantic Records.

## Nummers
1. "Intro: "Papa"" - 0:21
2. "A Passage in Time" - 3:57
3. "Lying Awake" - 3:35
4. "Everyday" - 2:25
5. "One More Minute" - 6:29
6. "Superbitch" - 3:54
7. "Sky's the Limit" - 4:57
8. "Some People" - 4:01
9. "Mesa Town" - 2:00
10. "La Surf" - 1:33
11. "Over Seasons" - 3:52
12. "Good Ol' Days" - 3:41
13. "Not You" - 2:06